# Исламский фронт сопротивления в Сирии
Исламский фронт сопротивления в Сирии (араб. جبهة المقاومة الإسلامية في سوريا‎) — сирийская повстанческая группировка, созданная Сирийской социальной националистической партией в ответ на падение режима Башара Асада и вторжения Израиля в южные районы Сирии.

## История
Исламский фронт сопротивления в Сирии  был создан 17 декабря 2024 года как Южный фронт освобождения с целью, согласно заявлению, опубликованному организацией, защитить сирийский народ и изгнать Израиль с сирийской территории.  В заявлении говорится, что эта сирийская организация, созданная в ответ на молчание и бездействие нового сирийского правительства в отношении Израиля, который в заявлении назван «врагом» и «оккупантом». В нём также подчёркивается, что организация не связана ни с каким государством, сектой или партией ни в Сирии, ни за рубежом.
9 января 2025 года группировка дала Израилю 48 часов на вывод всех израильских войск из буферной зоны вблизи Голанских высот, в противном случае Армия обороны Израиля подвергнется нападению.
26 января 2025 года Фронт исламского сопротивления в Сирии взял на себя ответственность за уничтожение беспилотника, принадлежавшего армии Израиля.